# Парсабад
Парсабад (перс. پارس‌آباد‎) — город в Иране в провинции Ардебиль на правом берегу реки Аракс, самый северный населённый пункт Ирана. Административный центр шахрестана Парсабад, граничит с республикой Азербайджан.